# Siegfried von Kollonitsch
Siegfried von Kollonitsch (* 22. September 1572 in Eisenstadt, Königreich Ungarn; † 12. Februar 1624 in Lewenz, ebd.) war ein kaiserlicher Feldmarschall und Förderer der Evangelischen in Ungarn.

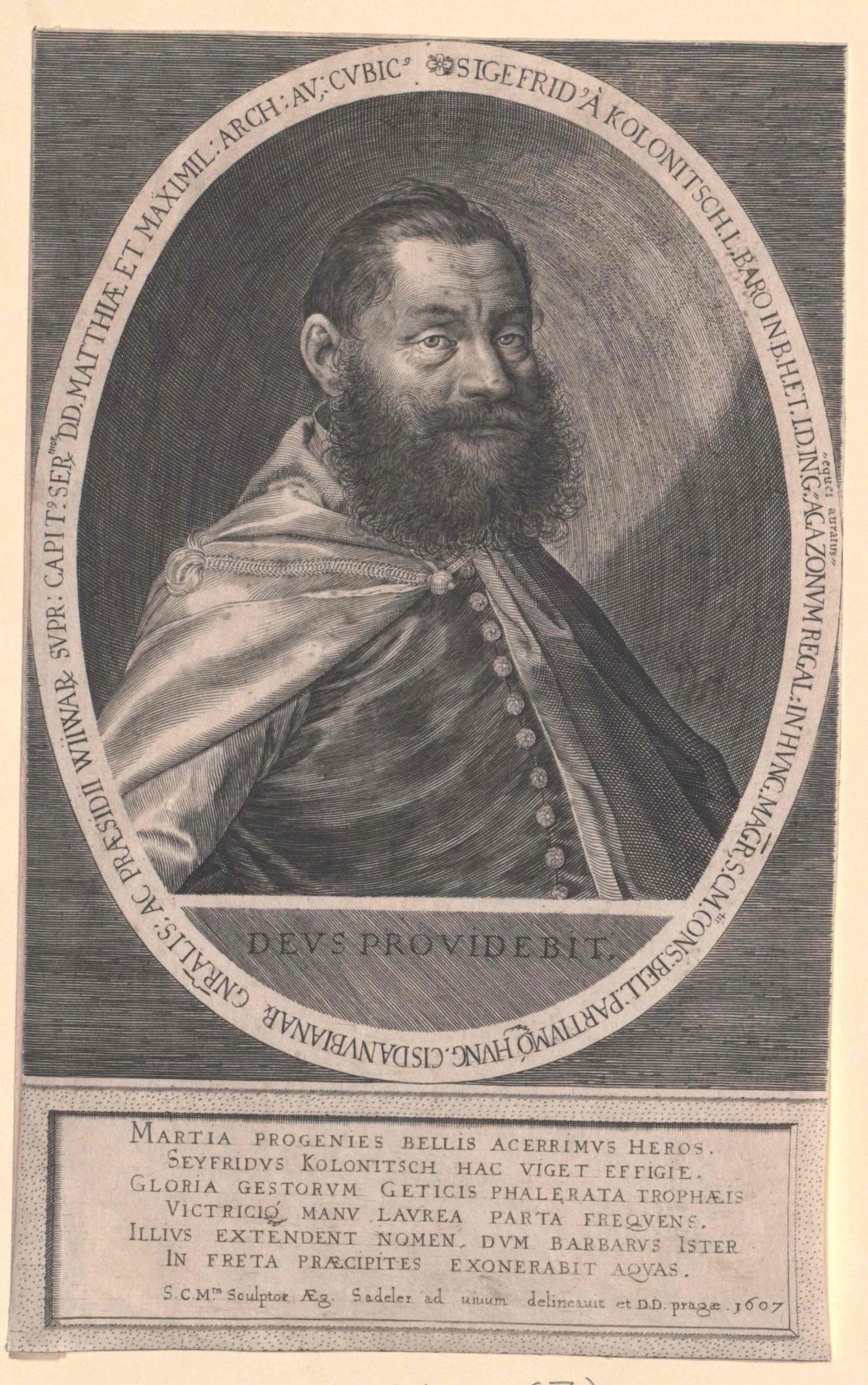
Siegfried von Kollonitsch im Jahre 1607

## Leben
Siegfried (Seyfried) Ferdinand von Kollonitsch entstammte dem Adelsgeschlecht der Kollonitz von Kollograd. Er war der älteste Sohn von zehn Kindern des Barons Georg von Kollonitsch (* 1537, † 1599) und dessen Ehefrau Maria Helena von Fuchs zu Fuchsberg (* 1539, † 1603). Kaiser Maximilian II. war sein Taufpate. Während des 15-jährigen Türkenkrieges, an dem er auch seit 1593 selbst teilnahm, ließ sich Siegfried dauerhaft in Ungarn nieder. 1598 erhielt er das ungarische Indigenat und Heimatrecht.
Siegfried Kollonitsch galt als einer der berühmtesten Feldherren seiner Zeit. Dem Fürsten Gabriel Báthory leistete er im Kampf erbitterten Widerstand. 1601 wurde Siegfried vom Kaiser Rudolf II. zum Kavallerieoberst ernannt. 1604 wurde er nach der Abdankung von Georg Thurzo zum General ernannt und wurde Oberbefehlshaber der cisdanubischen Streitkräfte und Befehlshaber der Festung Neuhäusel. In dieser Eigenschaft kämpfte er an der Seite der Kaiserlichen gegen Stephan Bocskay. Auch nach dem Wiener Frieden behielt er seine Position bei. Gleichzeitig war er kommandierender General in den ungarischen Bergstädten. Kaiser Ferdinand II. ernannte ihm zum Feldmarschall. Er war einer der Unterzeichner des Friedens von Zsitvatorok.
Am 24. Dezember 1610 wurde Siegfried Kollonitsch von seinen Ämtern abgewählt, da er die Friedensbeschlüsse mit den Türken kritisierte. Er forderte deshalb den Beg von Gran Kara Ali Bey für den Georgitag 1613 zu einem Duell heraus. Da sich Siegfried an die im Wiener Frieden festgeschriebenen Friedensvereinbarungen nicht hielt und den Frieden mit den Türken brach, wurde er 1614 vor ein Wiener Kriegsgericht gestellt und für ein Jahr eingekerkert. 1616 geriet er wegen eines Streites um seine Güter (Theben, Lewenz) erneut in Konflikt mit der Staatsmacht, was zu einer erneuten Einkerkerung führte. Seine Güter wurden konfisziert. Am 8. September 1621 wurde er aus der Haft entlassen; 1622 wurde er rehabilitiert und erhielt alle seine Güter zurück.
Es ist erstaunlich, dass Siegfried Kollonitsch, der Spross eines katholischen Adelsgeschlechtes, welches zwei Erzbischöfe hervorbrachte, ein überzeugter und begeisterter protestantischer Magnat und Anhänger der Reformation Martin Luthers war. Er war überzeugter Lutheraner und hielt sich eigene lutherische Hofgeistliche. Außerdem unterstützte er tatkräftig die Evangelischen bei der Gründung ihrer Gemeinden. Auch bei der Gründung der Deutschen Evangelischen Kirchengemeinde A.B. zu Preßburg war er wesentlich beteiligt.
Siegfried Kollonitsch war zweimal verheiratet. Beide Ehen blieben jedoch kinderlos. Seine erste Ehe schloss er mit Sophia Perényi (* 18. Juli 1574, † 12. Februar 1606). Durch diese Ehe bekam er Zugang in die Kreise des ungarischen Hochadels. Die zweite Ehe schloss er mit der Baronin Anna Maria Freiin von Sauran († ~1624). Siegfried Kollonitsch starb am 12. Februar 1624 auf der Burg Lewenz. Seine sterblichen Überreste wurden eingesargt, aber der Sarg stand 14 Jahre lang unbestattet im großen Saal der Burg Lewenz. Sie wurden jedoch erst 1638 auf Anweisung des Hofkämmerers Jakob Johann Stella geheim in der Krypta der Stadtkirche von Lewenz bestattet.